# Bosque mixto hircano del Caspio
El bosque mixto hircano del Caspio es una ecorregión de la ecozona paleártica, definida por WF, que se extiende a lo largo de la costa meridional del mar Caspio.
Los bosques hircano del Caspio iraní se incluyen en la lista de Patrimonio Mundial de la UNESCO en junio de 2019, y del del Caspio de Azerbaiyán en septiembre de 2023.

## Descripción
Es una ecorregión de bosques templados de frondosas y mixtos que ocupa 55.100 kilómetros cuadrados a lo largo de la costa meridional del Caspio, en el suroriente de Azerbaiyán y el norte de Irán.

## Flora
La vegetación natural del bosque templado caduco frondosas forestales. 32,7 por ciento del volumen de bosque es de Hircania Oriental Haya (Fagus orientalis) . Una característica importante de la región es la falta de coníferas, sólo reliquias de especies de coníferas están presentes , los cuales incluyen tejo europeo (Taxus baccata) , enebros (Juniperus spp.) , Ciprés del Mediterráneo (Cupressus sempervirens var . horzontalis) y el chino Tuya (Platycladus orientalis) .
Las llanuras costeras del mar Caspio una vez estuvieron cubiertas por la castaña de hojas de roble (Quercus castaneifolia) , Caja Europeo (Buxus sempervirens) , Aliso negro (Alnus glutinosa subsp. barbata) , aliso del Cáucaso (Alnus subcordata) , Chopo blanco (Populus alba) y caucásicos tuerca mariposa (Pterocarya fraxinifolia), Pero estos bosques se han convertido casi en su totalidad a la tierra urbana y agrícola. ( Mosadegh , 2000; Mohadjer Marvie , 2007)
Los bosques en las laderas septentrionales de los montes Elburz, Irán es uno de los últimos remanentes de bosques caducifolios naturales en el mundo. Las laderas más bajas de Talysh y las montañas de Alborz o Elburz por debajo de 700 metros (2300 pies) el puerto de diversos bosques húmedos que contienen castaño de hojas de roble, carpe Europea (Carpinus betulus) , Palo de Hierro Persa (Parrotia persica) , Europeo Zelkova (Zelkova carpinifolia) , Árbol de la Seda Persa (Albizia julibrissin) , y Fecha: ciruela (Diospyros lotus) Junto con arbustos de acebo (Encina hyrcana) , Ruscus Hircano, racemosa Dánae, y lianas Smilax excelsa y Hedera pastuchowii ( Mosadegh , 2000; Mohadjer Marvie , 2007). Pérsico Palo de Hierro es endémica de las montañas talysh y el norte de Irán y está prácticamente pura del árbol puede ser especialmente dramática, con cubiertas de líquenes ramas torciendo juntos y sólo las hojas muertas en la sombra del suelo del bosque. Además, las hojas amarillas del palo fierro el turno de un leve color lila en el otoño.
En elevaciones medias entre 700 y 1.500 m ( 2.297 y 4.921 pies) , Oriental haya es la especie arbórea dominante en esta zona nublada en bosques puros y mixtos con otros nobles maderas duras tales como la castaña de hojas de roble ,caucásico Roble (Quercus macranthera) , Quercus palustris (Carpinus betulus) , carpe oriental (C. orientalis) Y castaño europeo (Castanea sativa)[3]. A partir de su composición florística , estos bosques de hayas se vinculan con Europeo los bosques y con afinidades a los bosques de hayas de la Balcanes. Sin embargo , las condiciones locales de aspecto y edáficas factores, tales como suelo la humedad y la profundidad , son de gran importancia en la determinación de la composición de la vegetación , lo que conduce a la creación de subcomunidades haya diferentes . ( Mosadegh , 2000; Mohadjer Marvie , 2007)
Alta montaña y zonas subalpinos se caracterizan por la raza caucásica de roble, carpe oriental , matorrales y estepas. Alpine tundra y los prados se producen en las elevaciones más altas .
Otras especies de árboles nativos incluyen langosta del Caspio (Gleditsia caspica) , Velvet Arce (Acer velutinum) , Capadocia Arce (Acer cappadocicum) , Ash Europea (Fraxinus excelsior) , Wych Elm (Ulmus glabra) , de Wild Cherry (Prunus avium) , Tree Service Silvestres (Sorbus torminalis) Y tilo (Tilia dasystyla) .

## Fauna
La región es un punto de parada entre África y Rusia para las aves migratorias.
Entre las aves que se reproducen en la ecorregión se encuentran el sisón común (Tetrax tetrax), el halcón peregrino (Falco peregrinus) y la garcilla cangrejera (Ardeola ralloides).

## Endemismos
Se trata de bosques relictos del período terciario, por lo que hay gran cantidad de especies vegetales endémicas.

## Estado de conservación
En peligro crítico. La principal amenaza es la destrucción del hábitat por la agricultura.